# Vaishnavism
Vaishnavism, eller vishnuism, är den kvantitativt helt dominerande riktningen inom hinduismen, med omkring 70 procent av hinduerna som anhängare. Vaishnavismen är en närmast monoteistisk riktning, där man enbart dyrkar Vishnu eller någon av de gudomar som ses som Vishnus avatarer.  

## Underinriktningar
Vaishnavismen kan i sin tur indelas i olika riktningar, där några av de viktigaste är de som grundats av följande indiska religionsfilosofer:
- Ramanuja - Srí Vaisnava sampradaya
- Madhva (Dvaita) Brahma-Madhva-Gaudiya sampradaya
- Vallabha (jfr Vallabhacharya) Kumara sampradaya
- Nimbarka (jfr Advaita) Rudra sampradaya

## Trons innehåll
Vaishnaviter, liksom shaiviter, tror på existensen av en, enda gudom, som skapare och uppehållare av världsalltet, såväl immanent som transcendent närvarande i världen. I likhet med övriga hinduiska trosriktningar tror man dock även inom vaishnavismen på den samtidiga existensen av lägre gudar. Dessa gudar anses i regel endera som delar av den högsta gudomen, eller som mäktiga existenser skapade av den högste guden.
Vishnu och Shiva ses på vissa håll i Indien som en gemensam gudom med namnet Harihara.
Den ungefär tvåtusenåriga föreställningen om trimurti bearbetades i purana-skrifterna till synsättet att Brahma och Shiva är två lägre uppenbarelseformer av Vishnu.